# أوركو فيجلينو
أوركو فيجلينو (لغوريا )هي كومونا (بلدية) في مقاطعة سافونا في منطقة الإيطالية لغوريا، وتقع على بعد حوالي 50 كيلومتر (31 ميل) الجنوب الغربي من جنوة وتبعد حوالي 30 كيلومتر (19 ميل) جنوب غرب سافونا في الجزء العلوي من الوادي من مجرى أكويلا. وتتألف من قريتين هما أوركو وفيجلينو.
تقع أوركو فيجلينو على حدود العديد من البلديات : Orco Feglino : Calice Ligure وFinale Ligure وMallare وQuiliano وVezzi Portio.

## تاريخ
كان البورغين جزءا من عائلة ماركا أليراميكا الملكية (Marca Aleramica) في القرن العاشر. وفي عام 1091 أصبحوا في ملكية بونيفاس ديل فاستو (Boniface del Vasto) وتم بناء القلعة في أوروكو من قبل علئلة ديل كاريتو في عام 1142.
تم اقتنائها من قبل إسبانيا في القرن السادس عشر التي هي تنتمي إليها حتى عام 1713. عندما كانت تحت سلطة جمهورية جنوة، وبعد ذلك كانت جزءا من ممالك سردينا وإيطاليا.

## المعالم السياحية الرئيسية
- أنقاض قلعة أوركو
- كنيسة سان لورينزينو (القرن الثاني عشرو القرن والرابع عشر) ذات اللوحات الجدارية من القرن الخامس عشر والقرن السادس عشر. برج الجرس، ذو الطلبين من النوافذ المسننة، من القرن الرابع عشر.
- كنيسة سان لورينزو الباروكية، في فرازيوني في فيجلينو.

## المدن التوأم - المدن الشقيقة
- لو كريستيت